# Valse salie
De valse salie (Teucrium scorodonia) is een overblijvende plant uit de lipbloemenfamilie (Lamiaceae). Hoewel de soort in het Nederlands 'salie' genoemd wordt, hoort ze niet bij het geslacht Salvia (salie) maar bij het geslacht Teucrium (gamander). De bladeren missen ook de geur van salie.

## Beschrijving
De plant is een hemikryptofyt en wordt 30-60 cm hoog.
De licht-groengele bloemkroon bestaat uit twee lippen. De ongedeelde bovenlip is kort, de onderlip is viertandig. Ze staan alleen in de oksels van de kleine schutbladen. Ze staan in een eindelingse aar of tros langs de stengel, naar één zijde gekeerd. De bloeiperiode valt in juli en augustus. De vruchten zijn splitvruchten met een onopvallende kleur.
De gesteelde bladen zijn eirond en hebben een afgeknot-hartvormige voet. Ze zijn stomp en onregelmatig getand. Door het ruwe oppervlak maken ze een 'gekreukelde' indruk

## Ecologische informatie
In Nederland is de soort vrij algemeen in bos- en struweelranden op de zandgronden van de Veluwe, de Achterhoek en Overijssel, maar zeldzaam in Drenthe. Ook in België komt de soort van nature voor en dan met name op zandleem en leem.
Het is een West-Europese plant, die ook in Midden-Europa en Zuid-Europa voorkomt.
Bestuiving vindt vooral plaats door bijen en wespen.
... · T. ajugaceum · T. argutum · T. balfourii · T. balthazaris · T. betonicum · T. botrys (Trosgamander) · T. canadense · T. capitatum · T. chamaedrys (Echte gamander) · T. chardonianum · T. corymbosum · T. cossonii · T. cubense · T. demnatense · T. divaricatum · T. flavum · T. fruticans · T. glandulosum · T. grandiusculum · T. heterophyllum · T. japonicum · T. laciniatum · T. marum (Amberkruid) · T. polium · T. pyrenaicum · T. racemosum · T. scordium (Moerasgamander) · T. scorodonia (Valse salie) · T. socotranum · T. townsendii · T. werneri · ...